# Villa Salve

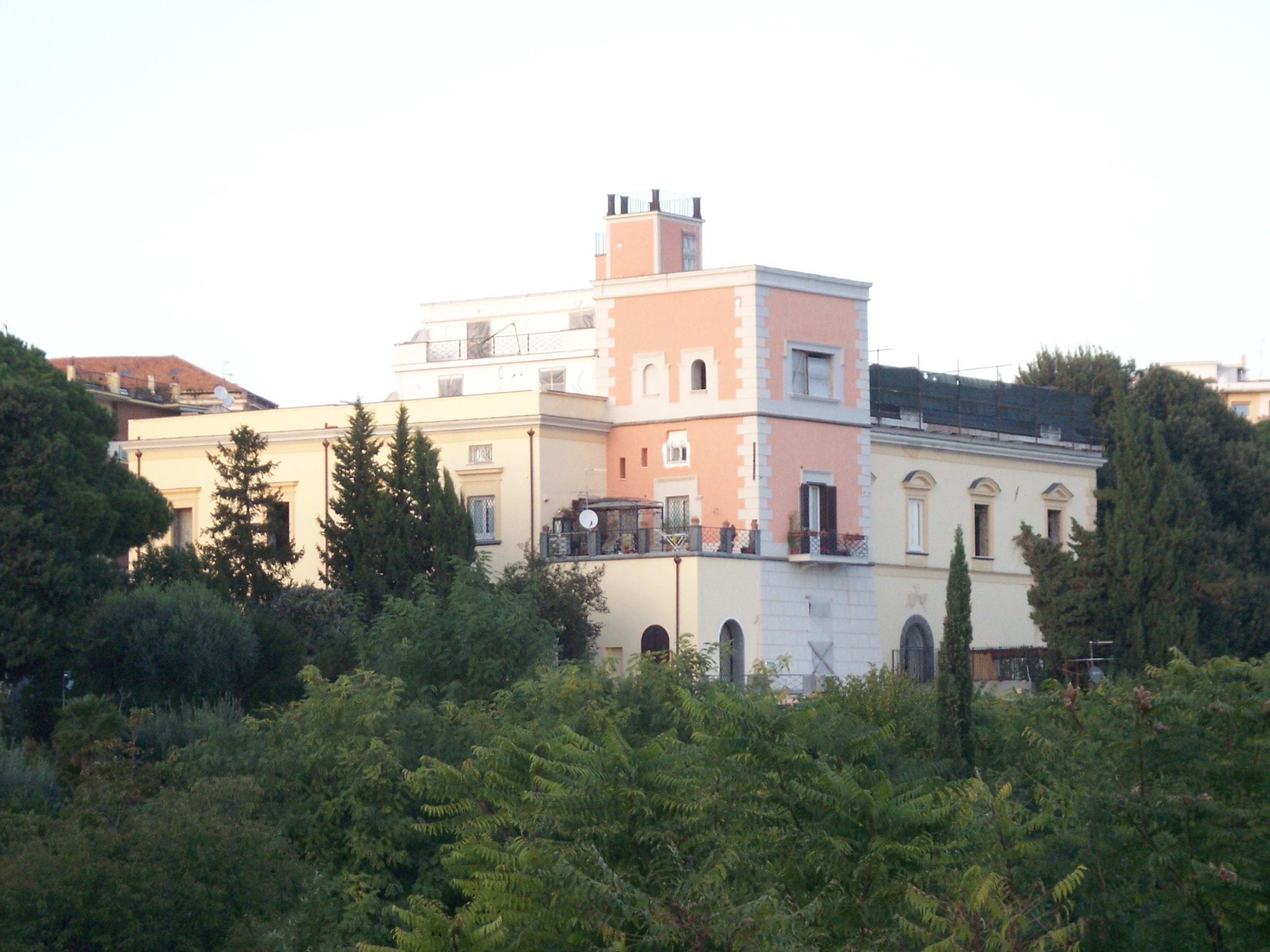
Villa salve da via Tasso

Villa Salve, nota anche come Villa Winspeare, è una villa monumentale di Napoli, situata nel quartiere Vomero.
Fatta erigere agli inizi del XIX secolo dai duchi di Salve, passò, nella seconda metà dell'Ottocento alla famiglia Winspeare, grazie al matrimonio tra Antonio Winspeare ed Emma Gallone, duchessa di Salve.
L'edificio, costituito da un corpo di forma rettangolare con una torretta nella parte posteriore, ha il suo ingresso su corso Europa (tratto finale dell'antica via del Vomero), di fronte al parco di Villa Ricciardi, ergendosi alle pendici della collina; la proprietà originaria si estendeva verso il basso includendo anche l'attuale Villa Leonetti, che sovrasta via Aniello Falcone. Tra le due ville, distanti circa 80 metri, sono successivamente sorti altri edifici.
La villa ha attraversato un lungo periodo di incuria; il restauro delle facciate è stato completato nel 2012.